# Tessuti anti-UV

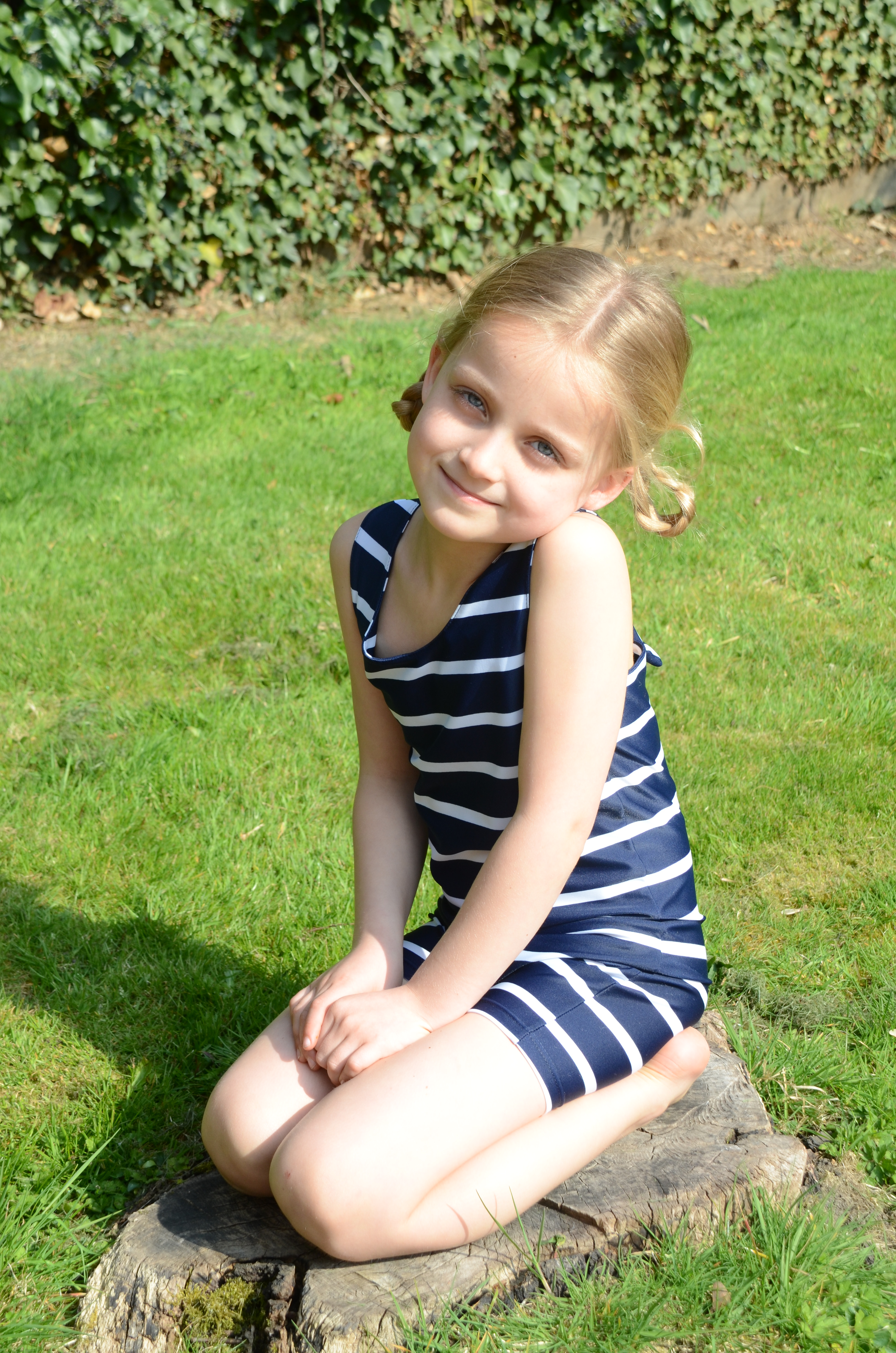
Costume da bagno per bambini, a protezione dal Sole.

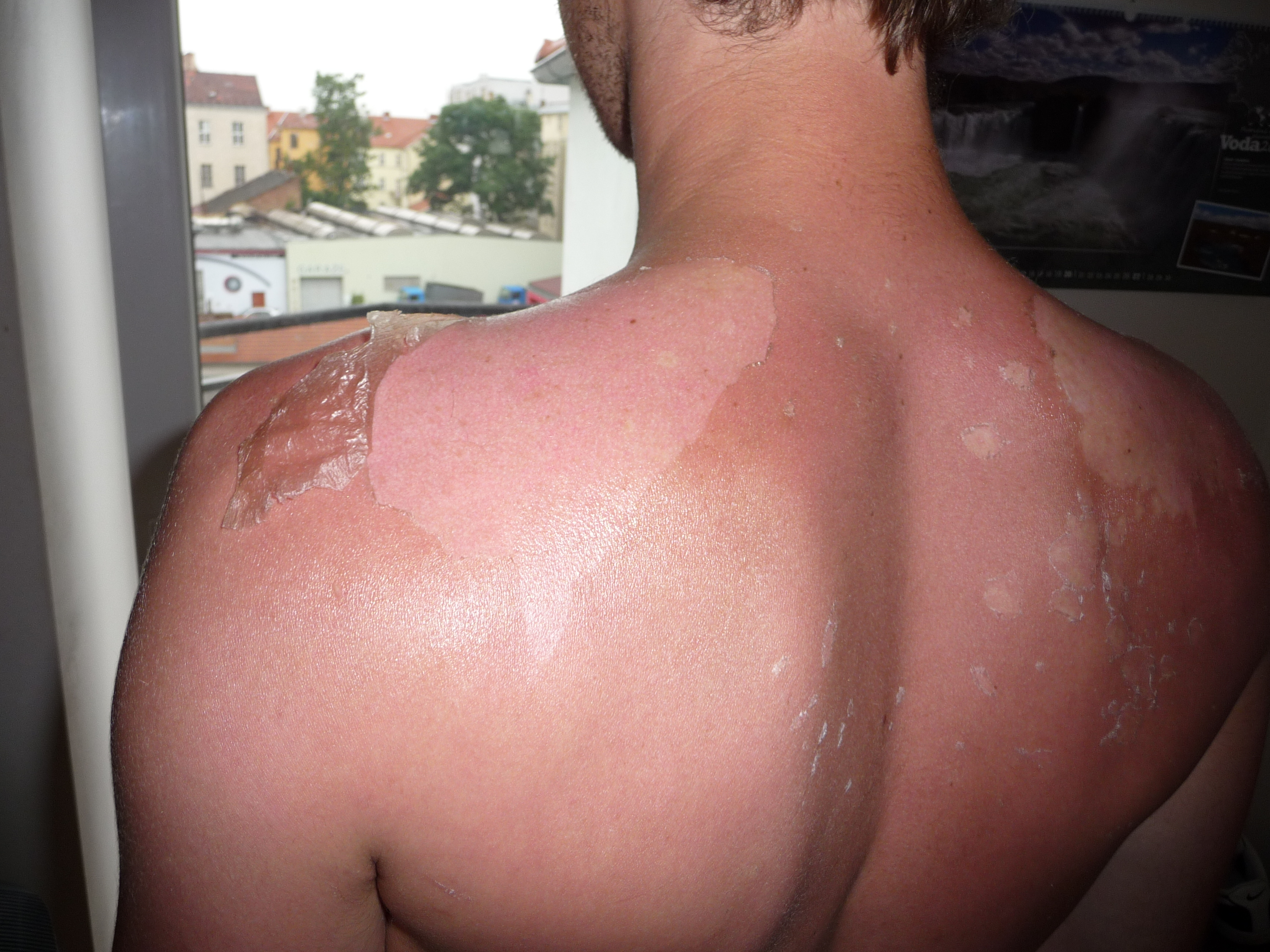

I tessuti anti-UV sono stoffe che offrono una determinata protezione dai raggi ultravioletti del sole, misurabile secondo il parametro UPF (Ultraviolet Protection Factor, fattore solare di protezione UV).
Tutti i tessuti hanno una impermeabilità parziale ai raggi solari; se questa è elevata il tessuto in oggetto può essere preso in considerazione nell'ottica di una protezione dai raggi ultravioletti. In tal caso, è opportuno l'abbinamento con occhiali da sole avvolgenti, cappelli a tesa larga ed alto UPF, creme solari per le parti scoperte.

## Tessuti
Il fattore UPF è influenzato da numerosi fattori: densità dell'intreccio, colore della stoffa, natura della stessa:
- La porosità del tessuto (o cover factor), un intessuto maggiormente intricato, offre una migliore protezione.
- Le stoffe sintetiche in poliestere sono più protettive (contengono anelli di benzene nella catena polimerica, e bloccano bene la radiazione UV, anche se la prestazione è decrescente nella banda UV-A) rispetto ai consueti tessuti di cotone o lino[2] (privi di coloranti o di lignina)[3], sebbene siano tessuti scomodi per quanto attiene allo scambio di umidità con l'ambiente.
- Additivi inseriti nelle fibre ed altri trattamenti.
- Spessore del tessuto[4]; un tessuto a basso UPF può incrementare la protezione offerta se di maggiore spessore.
- Abiti scuri sono più protettivi dei bianchi o pastello, assorbendo meglio i raggi UV sia esternamente che internamente.
- La stoffa bagnata riduce in genere sensibilmente la protezione UPF offerta, per via della deformazione del tessuto, nonché delle proprietà rifrattive proprie dell'acqua.

### Tessuti più protettivi
Offrono maggiore protezione i tessuti:
- tecnici appositamente realizzati
- viscosa di cotone
- denim neri o scuri
- in lana
- seta satinata
- di bambù e Lycra
- poliacrilonitrile
- in 100% poliestere
- di miscele di poliestere lucido
- comunque a trama stretta
- cotone greggio (quello non sbiancato)
- in bambù o misto cotone

### Tessuti meno protettivi
Forniscono minore protezione:
- crêpe di poliestere
- il cotone sbiancato
- la viscosa non di cotone
- la maglieria
- jeans bianchi non tinti
- i tessuti vecchi ed usurati

## Il fattore UPF
Tale fattore è una stima della capacità di schermo del tessuto. Per esempio, per un tessuto classificato come UPF 30, si stima che su 30 unità di UV irraggiate soltanto una riesca a passare, e 29 siano schermate; l'efficacia sarebbe pertanto del 96,7%.
Il UPF è misurato in laboratorio usando uno spettrofotometro (oppure uno spettroradiometro), unitamente ad una sorgente artificiale di luce. In seguito si valutano le risultanze attraverso un grafico ponderato misurante la probabilità che si produca l'eritema (spettro d'azione eritemale) con una metodica analoga al metodo Diffey Robson per la misura strumentale del SPF
Si ritiene che sia i test per la misura dell'SPF, in vivo e strumentali, che i test strumentali per la misura dell'UPF generino dati attendibili in merito alla capacità di un prodotto di proteggere dalle scottature.
La tabella seguente riporta lo standard ASTM per l'abbigliamento con protezione solare e costumi da bagno:
| Valore di UPF | Protezione  | % raggi UV schermati |
| ------------- | ----------- | -------------------- |
| UPF 15 – 24   | Buono       | 93,3 – 95,9          |
| UPF 25 – 39   | Molto buono | 96,0 – 97,4          |
| UPF 40 – 50+  | Eccellente  | 97,5 – 98+           |

Secondo i test della rivista Consumer Reports, un UPF ~30 è un valore normale per tessuti da sole protettivi; mentre se il UPF è circa 6 la protezione è la norma per i tessuti estivi.

## Origine della normativa
L'abbigliamento è una delle prioritarie modalità per ripararsi dal sole, tuttavia contrariamente all'opinione comune, i tessuti estivi offrono spesso una protezione insufficiente ai raggi UV.
Da una ricerca pubblicata  sul International Journal of Dermatology nel 1997 emerse che su 28 tessuti bianchi prelevati sul mercato, 19 offrivano una protezione inferiore a quella di un cosmetico solare con SPF 15.
Il Comitato europeo di normazione (CEN) ha sviluppato una nuova normativa sui requisiti per i test e l'etichettatura degli indumenti. Il gruppo di lavoro CEN/TC 248 WG14 - UV protective clothing interno al CEN iniziò i lavori nel 1998, includendo 30 esperti di svariate discipline inerenti (dermatologi, fisici, tecnologi tessili, produttori di tessuti e rivenditori di prodotti tessili per abbigliamento) provenienti da 11 paese membri. Questo gruppo ha valutato con procedure consensuali i vari aspetti del problema (medici, etici, tecnici, economici), tenendo presente la letteratura scientifica disponibile.
La prima parte della normativa: EN 13758-1, stabilisce i dettagli dei metodi di prova (come le misurazioni spettrofotometriche) dei tessuti. La seconda parte: EN 13758-2, stabilisce la classificazione e la marcatura dei tessili. Un tessuto anti-UV deve quindi soddisfare la norma, offrendo un UPF maggiore di 40 (40+), penetrazione media agli UV-A minore del 5%, e progettazione in ottemperanza alla parte 2 della normativa.
Se conforme alla norma, il capo deve avere in allegato il pittogramma del sole a forma stellata, la scritta EN 13758-2, e la specifica di un UPF 40+.

### Normativa italiana
In Italia l'Ente nazionale italiano di unificazione (UNI) ha recepito la norma tecnica europea EN che asserisce che per essere considerato anti-UV un capo di abbigliamento deve riportare in etichetta il simbolo di un sole giallo con ombreggiatura, il numero della norma ovvero: EN 13758-2, ed il numero del fattore protettivo misurato (che dovrà essere 40+, o superiore).
Nella etichetta, oppure in altre parti del prodotto, si dovrebbero trovare anche informazioni generali ed avvertenze, come ad esempio:
- l'esposizione al sole causa danni alla pelle
- soltanto le aree coperte sono protette
- assicura la protezione UVA + UVB per l'esposizione al sole[11]
- Anche con una protezione solare, un'esposizione tra le 11 e le 16 e/o un'esposizione prolungata sono sconsigliate.[12]

## Dermatologia
Secondo Torello Lotti, presidente della Società Italiana di Dermatologia (SIDeMaST) l'impiego di tessuti anti-Uv dovrebbero essere presi in considerazione soprattutto da:
- lavoratori che operano all'aperto per molto tempo, segnatamente durante la bella stagione, come ad esempio: stradini, agricoltori, muratori, manovali, idraulici, elettricisti. A maggior ragione se gli stessi sono di fototipo chiaro.
- chi patisce una malattia autoimmune che rende la pelle fotosensibile, come ad esempio: lupus, porfiria.
- chi ha sofferto di un tumore epiteliale nei cinque anni precedenti.[10]